# 朱洪实
朱洪实（？—934年5月7日），或作朱弘实，五代十国后唐武将。

## 生平
家世、籍贯不详。因武勇，累官至军校，后唐明宗长兴年间，为马军都指挥使。皇子秦王李从荣为元帅，认为朱洪实骁果，尤其宠爱他，每过年时给他的礼物比诸将多很多。朱弘昭任枢密使，权势很大，朱洪实事他如族兄，关系融洽。
四年（933年）十一月，明宗病重，李从荣以为明宗已故，为确保自己登基，企图发兵夺取皇宫。朱弘昭要抵御击杀李从荣，将谋划告知朱洪实，朱洪实不推辞。而亲军都指挥使康义诚因儿子任职于秦王府，首鼠两端。李从荣兵叩端门，朱洪实奉宣徽使孟汉琼命，率先领五百骑军出左掖门驱逐李从荣。当时端门已关闭，李从荣勒兵天津桥，派左右召康义诚，左右叩左掖门，从门缝中窥见朱洪实引骑兵从北杀来，跑去告知李从荣，李从荣大惊，最后兵败被杀，从此康义诚私下恨朱洪实。
十二月，李从荣的胞弟宋王李从厚继位为后唐闵帝。朱洪实妻入宫，之前勾结李从荣的司衣王氏与她谈到李从荣，说秦王有罪但不是大逆，朱司徒很受秦王之恩，当时却不能分辨，可惜。朱洪实闻之，大惧，与康义诚将这些话告诉闵帝，且说到王氏私通李从荣、为之探听宫中事，王氏被赐死。素来与李从荣交厚的王淑妃也被牵连，因此被闵帝怀疑。
应顺元年（934年）正月，枢密使朱弘昭、冯赟因猜忌侍卫马军都指挥使、遥领宁国节度使（在吴国治下）安彦威，出其为护国节度使，以时任捧圣马军都指挥使、遥领钦州（在南汉治下）刺史的朱洪实代之，加检校太保。
朱洪实自恃领军击杀李从荣有功，言语不让康义诚，康义诚心里更加不平。当年，闵帝养兄凤翔节度使潞王李从珂举兵反叛，击败山南西道节度使张虔钊等。三月，康义诚将要出征讨伐李从珂，闵帝幸左藏库，亲自给军士钱帛，康义诚与朱洪实同在库中当面争论用兵利害。朱洪实见军士无斗志，而康义诚尽率他们西征，怀疑康义诚有二心，对他说：“出军讨逆，多次发出军队，今闻小败，却无一人一骑回来，可知人心了。不如以禁军守住京师各门，对方即使侥幸取胜也只是得到张虔钊一支军队，诸镇军队在其后，怎敢直接前来，然后我们徐图进取，是万全之策。”康义诚怒道：“若如此言，朱洪实反了。”朱洪实说：“公自己反了，还说谁反了！”声音渐渐加厉。闵帝听见，召见讯问，朱洪实还说自己之前的谋划，又说：“义诚说臣谋反，从发兵来看，义诚必反了。”闵帝不能明辨，下令斩杀朱洪实，军士更愤怒。结果康义诚果然以所部禁军投降迎接李从珂，故后人都以朱洪实之死为冤。

## 评价
- 《旧五代史》史臣曰：自（朱）宏昭而下，力不能卫社稷，谋不能安国家，相踵而亡，又谁咎也。[1]

## 延伸阅读
[在维基数据编辑]
 《舊五代史·卷66》，出自薛居正《舊五代史》